# سادیکا رانداوا
سادیکا رانداوا (به انگلیسی: Saadhika Randhawa) بازیگر هندی است.
از کارهای معروف او می‌توان به بازی در فیلم بهبودی هفته و اگر اشاره کرد.